# Michel Jobert
Michel Jobert (Meknès (Marokko), 11 september 1921 - Parijs, 25 mei 2002) was een Frans politicus, ambtenaar en schrijver.

## Levensloop
Tijdens de Tweede Wereldoorlog, in 1942, werd Jobert militair in het Derde regiment Marokkaanse Spahi's. Hij nam deel aan de strijd in Italië en vervolgens aan de ontscheping in de Provence in augustus 1944 en aan de bevrijding van Frankrijk. In Magny-Jobert liep hij verwondingen op.
Hij behaalde diploma's aan de École libre des sciences politiques en aan de École nationale d'administration (ENA), en trad in Franse overheidsdienst.
Hij werd kabinetsmedewerker tijdens de Vierde Republiek, onder meer bij Pierre Mendès-France en onder de Vijfde Republiek. Vanaf januari 1966 volgde hij François-Xavier Ortoli op als kabinetschef van eerste minister Georges Pompidou.
Na de verkiezing van Pompidou tot president werd hij in juni 1969 zijn secretaris-generaal op het Élysée.
In de regering van Pierre Messmer (1973-1974) werd hij minister van Buitenlandse zaken. Hij bekritiseerde de samenwerking tussen de Verenigde Staten en de Sovjet-Unie die buiten de NAVO om ging en verzette zich tegen de pogingen van Henry Kissinger om zich in Europese aangelegenheden te mengen. 
Bij de presidentsverkiezingen van 1974 steunde hij Jacques Chaban-Delmas. Toen Valéry Giscard d'Estaing verkozen werd, stichtte hij een eigen politieke beweging, de Mouvement des démocrates, die hij buiten de tegenstellingen links-rechts wenste te houden.
In 1981 steunde hij de kandidatuur van François Mitterrand bij de presidentsverkiezingen. Toen deze verkozen werd, benoemde hij Jobert tot minister van Buitenlandse handel in de regering van Pierre Mauroy. Hij bleef dit tot in 1983. In 1989 won hij de Prix de la langue française.

## Publicaties
- Mémoires d’avenir, Parijs, Grasset, 1974, Prix Aujourd'hui
- Les Idées simples de la vie, 1975.
- L’Autre Regard, 1976
- Lettre ouverte aux femmes politiques, 1976
- Parler aux Français, 1977
- La Vie d’Hella Schuster, 1977
- Maroc, Extrême Maghreb du soleil couchant, 1978
- La Rivière aux grenades, 1982
- Chroniques du Midi libre, 1982
- Par trente-six chemins (je n’irai pas...), 1984
- Vive l'Europe libre!, 1984
- Maghreb, à l’ombre de ses mains, 1985
- Les Américains, 1987
- Journal immédiat... et pour une petite éternité, 1987
- Vandales, 1990
- Journal du Golfe: août 1990-août 1991, 1991
- Ni dieu ni diable. Conversations avec Jean-Louis Remilleux, Albin Michel, 1993
- L’Aveuglement du monde occidental. Chroniques de politique internationale 1993 - 1996, 1997
- Les illusions immobiles : chroniques de politique internationale 1996-1998, 1999